# Liu Xinyi
Liu Xinyi (ur. 5 maja 1990) – chińska zapaśniczka w stylu wolnym. Brązowa medalistka mistrzostw Azji w 2012. Szósta w Pucharze Świata w 2010. Brąz na mistrzostwach świata juniorów w 2010 i mistrzostwo Azji juniorów w 2010 roku.